# Модель Рубикона

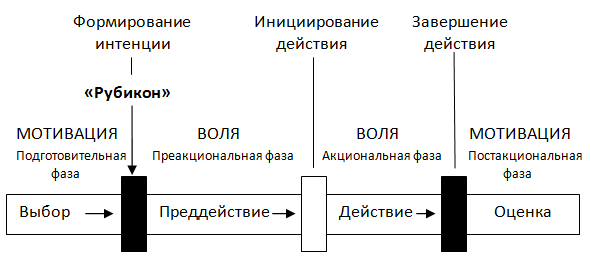
схема модели Рубикона

Модель Рубикона — фазовая модель действий, разработанная Хайнцем Хекхаузеном и Питером Голвитцером в рамках когнитивной психологии для описания отдельных шагов на пути принятия решения и достижения цели.

## Происхождение названия
Название модели происходит из истории о том, как Цезарь перешёл реку Рубикон. Авторы модели полагают, что каждое действие включает в себя такую точку невозврата — Рубикон — при переходе от постановки цели к её реализации. Этой точке невозврата соответствует разделительная линия между подготовительной и преакциональной фазами. На этом этапе принимается окончательное решение и вся энергия направляется на единственно важную цель. Эта цель уже неоспорима, она определяет будущие действия, а альтернативные цели отвергаются.

## Структура модели
Согласно этой модели действие подразделяется на 4 фазы:
1. Подготовительная мотивационная фаза (фаза формирования интенции). В данной фазе происходит обдумывание возможных альтернатив действия и формирование интенции на достижение определённой цели (целевая интенция).
2. Преакциональная волевая фаза (фаза преддействия). В преакциональной фазе субъект ищет подходящие обстоятельства и подходящий момент для реализации сформированной интенции. Дело уже не в том, чего человек хочет, а в том, как он хочет достичь этого. Так целевая интенция превращается в намерение.
3. Акциональная волевая фаза (фаза действия). В акциональной фазе происходит реализация интенции, которая заканчивается достижением результата, после чего действие прекращается.
4. Постакциональная мотивационная фаза (фаза постдействия). В постакциональной фазе запускаются процессы оценки результата, извлечения уроков из полученного опыта и подготовки к инициированию новых действий.

Модель Рубикона отличается от других подходов к описанию мотивационной структуры действия по нескольким параметрам. Во-первых, авторы разделяют мотивационные и волевые процессы. Так, первая и последняя фаза модели относятся к мотивационной сфере, а вторая и третья — к волевой сфере. Такое разделение не случайно: если мотивационные процессы ориентированы на планирование и анализ, то волевые процессы — на реализацию действия. Во-вторых, каждая фаза обладает своей функциональной характеристикой. В-третьих, модель Рубикона вводит чёткие разделительные линии между фазами: формирование интенции, инициирование действия и завершение действия. Наиболее существенное различие пролегает между мотивационными и волевыми процессами, то есть между первой и второй фазами. Это различие составляет теоретическое ядро данной модели.